# Cunningham Island, British Columbia
Cunningham Island är en ö i Kanada.   Den ligger i Central Coast Regional District och provinsen British Columbia, i den sydvästra delen av landet, 3 800 km väster om huvudstaden Ottawa. Arean är 115 kvadratkilometer.
Terrängen på Cunningham Island är kuperad. Öns högsta punkt är 780 meter över havet. Den sträcker sig 15,9 kilometer i nord-sydlig riktning, och 13,8 kilometer i öst-västlig riktning.
I omgivningarna runt Cunningham Island växer i huvudsak barrskog. Trakten runt Cunningham Island är nära nog obefolkad, med mindre än två invånare per kvadratkilometer.